# ラビリンス (My Little Loverの曲)
ラビリンスは、2008年3月12日に発売されたMY LITTLE LOVERの20枚目のシングルである。レーベルはavex trax。

## 解説
- MY LITTLE LOVERの連続リリースの第一弾シングル。テーマは現在。

## 収録曲
1. ラビリンス
 (作詞･akko 作曲･小林武史)
ブルボンプチシリーズCMソング
2. sunday morning
 (作詞･akko 作曲･松浦友也)
3. ラビリンス(instrumental)
4. sunday morning(Instrumental)

## 収録アルバム
- アイデンティティー (#1)
- Best Collection (#1)